# Schema
För andra betydelser, se Schema (olika betydelser).

Elektriskt schema.

Ett schema är systematisk eller översiktlig uppställning för att förenklat återge ett flöde av information, tid, tekniska kopplingar och liknande. Ett schema kan till exempel användas i skolan för att få en översikt över lektioner.

## Tidsorganiseringsschema

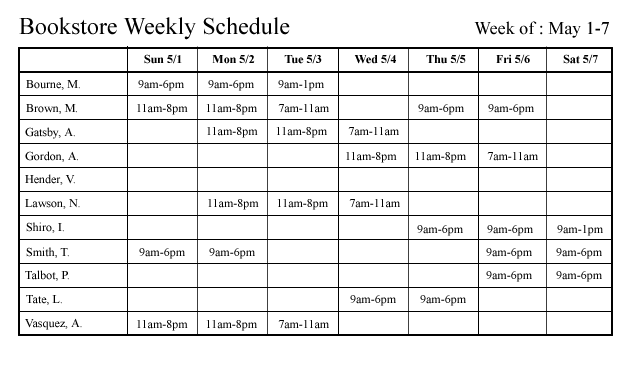
Exempel på ett veckoschema på en arbetsplats.

På en skola eller arbetsplats är det vanligt att man organiserar uppgifterna genom att placera tiden på dagen på Y-axeln och veckodagen på X-axeln. Uppgifterna fylls sedan i de uppkomna rutorna.